# Pulse (The Back Horn)
Pulse è l'ottavo album del gruppo giapponese The Back Horn, uscito sul mercato discografico il 3 settembre 2008.

## Tracce
1. Sekai wo Ute (世界を撃て)  – 4:02
2. Freude (フロイデ)   – 4:18
3. Kakusei (覚醒)  – 4:18
4. Sazameku Highway (さざめくハイウェイ)   – 4:40
5. Kagami (鏡)   – 5:10
6. Byakuya (白夜)   – 4:34
7. Hotaru (蛍)   – 4:35
8. Gladiator (グラディエーター)  – 4:27
9. Ningen (人間)   – 4:03
10. Wana (罠)  – 4:21
11. Umare Yuku Hikari (生まれゆく光)   – 5:23